# 長谷川香料
長谷川香料株式会社（はせがわこうりょう、英称：T. HASEGAWA CO., LTD.）は、東京都中央区に本社を置く日本の香料メーカーである。
香料で国内2位のシェアを誇り、特に飲料用に圧倒的シェアを持つことで知られる。また2011年の世界市場シェアは2.6％で8番目に位置する。

## 沿革
- 1903年 - 長谷川藤太郎商店を設立（創業）、香料の取扱を開始。
- 1928年 - 長谷川藤太郎商店を法人組織とし、株式会社長谷川藤太郎商店を設立。
- 1961年 - 長谷川香料株式会社を設立、株式会社長谷川藤太郎商店より業務一切を引き継ぐ。
- 1978年 - 米国にT. HASEGAWA U.S.A.INCを設立
- 1995年 - 株式を店頭公開。
- 2000年 - 東京証券取引所2部上場。
- 2001年 - 東京証券取引所1部指定替え。
- 2014年 - マレーシアの香料会社、Peresscol Sdn. Bhd.（現：T HASEGAWA FLAVOURS (KUALA LUMPUR) SDN. BHD.）を買収[3]。
- 2017年 - 米の香料会社、FLAVOR INGREDIENT HOLDINGS, LLC（後にT. HASEGAWA U.S.A.INCへ吸収合併）を買収[4]。
- 2020年 - 米の香料会社、MISSION FLAVORS & FRAGRANCES, INC.を買収[5]。
- 2024年 - 米の香料会社、ABELEI, INC.を買収[6]。

## 事業所
- 総合研究所（神奈川県川崎市）
- 深谷工場（埼玉県深谷市）
- 板倉工場（群馬県板倉町）